# William Einstein
Pour les articles homonymes, voir Einstein (homonymie).
William Einstein est un peintre figuratif né à Saint-Louis aux États-Unis en 1907 et mort en 1972 à Acheux-en-Vimeu.

## Biographie
Peintre de nationalité américaine, issu d'une famille allemande émigrée dans le Missouri au XIXe siècle, il situe sa sensibilisation à la peinture par la vision de tableaux de Monticelli. Plus tard, stimulé par des professeurs (F. Conway et F. Carpenter) de l'École de Beaux-Arts de St Louis, il apprend les rudiments du dessin et de la couleur. À vingt ans, il s'établit à Paris en 1927, explorant liberté et bohème. Il arrive en plein bouillonnement de l'époque « Montparnasse » et lie rencontres et amitiés avec certains artistes présents à Paris : Léger, Mondrian, Kandinsky, Duchamp, Arp, Delaunay, Hélion, Calder, Man Ray,Georgia O'Keeffe , Frida-Kahlo....
Très sociable, il multiplie ses expériences et élabore son apprentissage dans un esprit de modernité qui doit beaucoup à ses fréquentations. Il rencontre en 1929, Mary avec laquelle il aura deux filles : Heddy et Gill, mais le couple se sépare au bout de quelques années. Curieux des travaux de l'époque constructiviste, il s'inscrit à l'Institut d'Optique de Paris en 1931 et effectue avec J. Hélion un voyage aventureux en URSS. Dans sa peinture, il vit une courte période consacrée à l'abstraction, puis, vite détaché d'un courant trop intellectuel à son goût, il revient à la figuration, pour la force de représentation et de sensualité du vivant, au travers de quelques influences assumées : celles, notamment de Rembrandt pour la lumière et de Chaïm Soutine pour la composition. Malgré les troubles politiques, il voyage : Italie, Autriche, Allemagne, Pologne, puis suit sur un coup de cœur Frida Khalo au Mexique (où il se convertit au catholicisme). Il fait ensuite plusieurs séjours aux États-Unis où s'approfondit sa vérité picturale, notamment auprès de Georgia O'Keeffe et d' Alfred Stieglitz (qui l'expose dans sa galerie en 1938). Dans ses peintures, commence à s'affirmer un sentiment d'humanisme profond où l'ardeur de l'expressionnisme garde intacte une joie truculente de la couleur. Dans les œuvres de cette période, apparaissent des paysages du Nouveau-Mexique où le réalisme se conjugue à la vivacité des couleurs. Bien que considérées par W. Einstein lui-même comme des toiles réalistes, le public européen, en méconnaissance des paysages de cette région, les jugera trop hâtivement "surréalistes".
Dans son évolution humaine et picturale, il parvient à réunir la nature de ses deux cultures : l'américaine, tonique et ouverte, et l'européenne, tremplin de maturité artistique. «Je veux bien mourir pour les États-Unis, mais n'ai aucune envie d'y vivre» (sic). En 1937, il illustre, par de vigoureux dessins, L'Affaire Crainquebille d'Anatole France, pour les éditions The Overbrook Press, Stamford, Connecticut (USA).
À la suite de l'attaque de Pearl Harbor en décembre 1941, il s'engage dans l'armée américaine, où il est capitaine d'état-major dans les services de renseignements, puis est démobilisé à Paris en 1945. Peu après la Libération, il rencontre Josiane qu'il épouse aussitôt. Il devient durant 2 ans, critique d'art de la scène parisienne pour le  New-York Herald. Puis Josiane et William s'installent de 1947 à 1955 à Aix-en-Provence où naît une troisième fille : Sabine. Là, il participe à la création d'une biennale de peinture autour du groupe "Peinture lisible" (Balthus, Rebeyrolle,...). Il peint assidûment (paysages de la montagne Ste Victoire, scènes d'intimité et portraits de personnages locaux...) mais la lumière et le climat de la Provence lui conviennent peu. Il retourne alors à Paris dans un atelier de la rue Campagne-Première, où il fréquente, outre Hélion, Michonze et Man Ray, les nouveaux venus sur la scène artistique.
À la fin des années 1950, il quitte Paris et s'installe avec son épouse, native de la région, à Acheux-en-Vimeu. Là, il se consacre à sa recherche. Il réalise d'importantes séries de pastels et huiles, consacrés à une vision poétique et allégorique du monde rural, à des essais de retranscription de lumières nocturnes "électriques", de scènes et de silhouettes entrevues dans des villes (Amsterdam, Londres, Venise), des paysages de la baie de Somme, des études d'arbres, de forêts, de chevaux en mouvements, ainsi que des épisodes puisés dans sa propre vie de famille. Plus tard, il peint des scènes bibliques à l'intensité dramatique puissante. Dans les dernières années de sa vie, il offre à l'église Ste Marie-Madeleine d'Acheux une " Cène" (inscrite à l'inventaire des Monuments Historiques), réalise 14 peintures d'un chemin de croix, 4 grands panneaux muraux ainsi qu'un ensemble de 20 verrières (avec la complicité du maître verrier F. Marq à Reims) pour la réfection de la collégiale Saint-Vulfran d'Abbeville
Il décède subitement en avril 1972, à l'âge de 65 ans. La même année, la Maison de la culture d'Amiens lui consacre une imposante rétrospective.

## Expositions individuelles
- 1937   Delphic Gallery - New-York
- 1938   An American Place - New-York (avec A. Adams)
- 1946   Galerie Jeanne Castel - Paris
- 1953   Galerie Jeanne Castel - Paris
- 1953   Associated American Artists Gallery - New-York
- 1955   Galerie Jeanne Castel - Paris
- 1958   Galerie Barbizon - Paris "Picardie", "Venise"
- 1959   Galerie Bénézit - Paris "Pastels"
- 1960   Galerie René Drouet - Paris
- 1962   Salle Dubernet - Tarbes (Hautes-Pyrénées)
- 1962   Galerie Chatelard - St Jean de Luz (Pyrénées-Atlantiques)
- 1963   Musée Boucher-de-Perthes - Abbeville (Somme) "Peintures religieuses et peintures picardes, 50 toiles" livret
- 1964   Église St Jean de Montmartre - Paris "Peintures religieuses, chemin de croix et cartons de vitraux"
- 1964   Salon onternational d'art sacré - Royan (Charente-Maritime) "Projet de vitraux pour Abbeville"
- 1964   Atelier, rue Campagne-Première - Paris "Les apparences à Amsterdam, 34 toiles"
- 1965   Atelier, rue Campagne Première - Paris "Allégories, Portraits, Scène de bataille et autres truculences, 40 toiles"
- 1966   Église Saint-Wulfran - Abbeville (Somme) "Présentation des 6 premières verrières du chœur"
- 1967   Maison du Tourisme - Abbeville (Somme) "Peintures picardes, 24 toiles"
- 1970   Hôtel Drouot (Claude Robert, commissaire-priseur) - Paris "115 peintures, pastels, gouaches, dessins", catalogue
- 1970   Musée Boucher-de-Perthes - Abbeville (Somme) "Maquettes des vitraux de l'église St Wulfran, fonds permanent"
- 1971   Hôtel Drouot (Claude Robert, commissaire-priseur) - Paris "24 peintures"
- 1972   Maison de la culture - Amiens (Somme) "Rétrospective : Picardie, Nus, Amsterdam, Venise, Sport",  portfolio
- 1983   Centre Culturel - Abbaye de Saint-Riquier (Somme)  "Portraits de femmes"
- 1985   Musée Départemental - Abbaye de Saint-Riquier (Somme) "Rétrospective"
- 2006   Église - Acheux-en-Vimeu (Somme) "Hommage à William Einstein" portfolio
- 2009   Conservatoire - Abbeville (Somme) "William Einstein 1907-1972", catalogue
- 2021   Musée Départemental - [Abbaye de Flaran] - Valence-sur-Baïse, " William Einstein (1907-1972) Une rétrospective ?" Ce catalogue ainsi que les recherches ont été faites par Monsieur Michel Hue, Conservateur-Directeur de la Conservation départemental du Patrimoine et des Musées/Abbaye de Flaran . Bien plus qu'un catalogue c'est la rétrospective des œuvres de William Einstein ainsi que l'histoire de sa vie et de ses  échanges avec de nombreux artistes ( F.Khalo-Rivera, G.O'Keeffe, Man Ray, Mondrian et bien d'autres).
- 2023 Médiathèque de Samatan - Samatan, "William Einstein. Une vie d'artiste"
- 2024 Salon du poème - Saint-Valéry-sur-Somme, "Les trois grâces de William Einstein"
- 2025 Galerie Le Saint-Michel - Le Crotoy, "Peintures et dessins de William Einstein"

## Expositions collectives
- 1945   Galerie Roux et Henschel - Paris
- 1946   Galerie John Devoluy, rue Furstenberg - Paris
- 1946/47  Salon de Mai et Salon des Surindépendants - Paris
- 1949   Jas de Bouffan - Aix-en-Provence (avec André Masson, Pierre Tal-Coat, Marcel Gimond...)
- 1950   Galerie de Berri - Paris
- 1950   Hôtel d'Espagnet - Aix-en-Provence (groupe "Peinture lisible" : Balthus, Paul Rebeyrolle...)
- 1960   Salon d'automne - Paris
- 1967/70/71/72 Salon des Peintres et Sculpteurs   Maison de la Culture - Amiens (Somme)
- 1974   Musée Granet, Palais de Malte (Hommage aux fondateurs de la Biennale) - Aix-en-Provence (Bouches-du-Rhône)
- 1977  Paris / New-York 1908-1968, Centre Pompidou, Musée d'Art Moderne de Paris

## Collections publiques
- Église Saint-Wulfran d'Abbeville (Somme)
- Musée Boucher-de-Perthes, Abbeville (Somme)
- Morada d'Abiqiu, Nouveau-Mexique (États-Unis)
- Musée de Grenoble (Isère)
- Musée d'art et d'archéologie, Columbia, Missouri (États-Unis)
- Musée d'Elath, Novitch, Israël
- Centre patrimonial Abbaye de Flaran-Gers (France)
- Maison du patrimoine Abbeville, carmel, exposition temporaire du 12 juillet au   18 septembre 2022

## Archives
- La bibliothèque de l'Université de Yale (Beinecke Rare Book and Manuscript Library) conserve les lettres que William Einstein a adressées à Georgia O'Keeffe entre 1936 et 1972. Ce fonds a été numérisé et est consultable sur le site de la bibliothèque : Einstein, William: correspondence, 1936-58, n.d et Einstein, William: correspondence, [1956]-72, n.d.